# ラボンテ・デビッド
ラボンテ・ラマー・デビッド（Lavonte Lamar David, 1990年1月23日 - ）は、アメリカ合衆国フロリダ州マイアミ出身のプロアメリカンフットボール選手。NFLのタンパベイ・バッカニアーズに所属している。ポジションはラインバッカー。

## 経歴

### カレッジ
高校卒業後、当初はミドルテネシー州立大学へ進学予定だったが、これを撤回してフォートスコット・コミュニティカレッジに進学した。2009年シーズンにはキャム・ニュートンが所属していたブリンカレッジと対戦し、12タックルに加えニュートンからサックを記録して勝利に貢献した。
2010年シーズン開幕前にネブラスカ大学に転校した。同シーズンは大学記録となる152タックルを記録し、オールビッグ12ファーストチームに選出された。
2011年シーズンは133タックル、5.5サックを記録し、オールビッグ10ファーストチームに選出された。

### タンパベイ・バッカニアーズ
| 身長                        | 体重            | 腕 の 長 さ       | 手 の 大 き さ   | 40Yrd ダ ッ シ ュ | 10Yrd ス プ リ ッ ト | 20Yrd ス プ リ ッ ト | 20Yrd シ ャ ト ル | 3 コ 丨 ン ド リ ル | 垂 直 跳 び       | 立 ち 幅 跳 び      | ベ ン チ プ レ ス |
| --------------------------- | --------------- | ----------------- | ---------------- | ----------------- | -------------------- | -------------------- | ----------------- | ------------------- | ----------------- | ------------------- | ----------------- |
| 6 ft 0+5⁄8 in (184 cm)      | 233 lb (106 kg) | 31+3⁄4 in (81 cm) | 8+3⁄4 in (22 cm) | 4.65 s            | 1.60 s               | 2.68 s               | 4.22 s            | 7.28 s              | 36+1⁄2 in (93 cm) | 9 ft 11 in (3.02 m) | 19 回             |
| All values from NFL Combine |                 |                   |                  |                   |                      |                      |                   |                     |                   |                     |                   |

2012年のNFLドラフトにて全体58位でタンパベイ・バッカニアーズから指名され、その後4年総額347万ドルのルーキー契約を結んだ。
2013年シーズンは16試合に出場して145タックル、7サックを記録し、オールプロファーストチームに選出された 。
2015年8月19日にバッカニアーズと5年総額5,025万ドルの契約延長に合意した。シーズンでは16試合に出場して147タックル、3サックを記録し、初のプロボウルに選出された。
2016年シーズンは16試合に出場して87タックル、5サックを記録し、オールプロセカンドチームに選出された。
2020年シーズンは16試合に出場して117タックル、1.5サックを記録し、オールプロセカンドチームに選出された。また、チームは18年ぶりにスーパーボウルを制覇した。
2021年3月12日にバッカニアーズと2年総額2,500万ドルの契約延長に合意した。
2023年3月23日にバッカニアーズと1年700万ドルで再契約した。
2024年3月12日にバッカニアーズと1年1,000万ドルで再契約した。